# Menzel 3
La Nebulosa de la Formiga (formalment coneguda com a Mz 3 o Menzel 3) és una nebulosa planetària en la constel·lació de Norma distant uns 3000 anys llum de la Terra. El seu nom prové de la seva forma, que recorda el tòrax i el cap d'una formiga.

## Característiques
Una de les nebuloses bipolars més sorprenents, la nebulosa de la Formiga està formada per un nucli brillant i, almenys, quatre fluxos de matèria diferents. Han estat identificats com: un parell de brillants lòbuls bipolars, dos fluxos oposats molt col·limats en forma de columna, un sistema cònic d'estructura radial i un tènue flux radial amb forma d'anell.
Alguns investigadors creuen que la nebulosa de la Formiga alberga una estrella simbiòtica en el seu centre. Una segona possibilitat és que el gir de l'estrella moribunda hagi provocat que el seu intens camp magnètic s'hagi enrotllat de forma complexa; vents amb càrrega i amb velocitats de 1000 km/s -similars al vent solar però molt més densos- poden haver seguit línies de camp torçades en el seu camí cap a l'exterior. Aquests densos vents es poden tornar visibles per la llum ultraviolada provinent de l'estrella central o per col·lisions supersòniques amb el gas ambiental que excita el material amb fluorescència. Si bé no hi ha cap nebulosa realment similar a ella, la Nebulosa M2-9 té certa semblança, tot i que la velocitat del flux en la Nebulosa de la Formiga és fins a 10 vegades més gran que en M2-09.
La Nebulosa de la Formiga va ser descoberta per Donald Menzel el 1922.